# ایلیا آرباتوف
ایلیا آرباتوف (ارمنی: Իլյա Արբատով؛  زادهٔ ۶ مارس ۱۸۹۴ - ۲۹ سپتامبر ۱۹۶۷) استاد باله و استاد باله اهل ارمنستان و یکی از بنیانگذاران باله ملی ارمنستان بود. 

## زندگی‌نامه
وی با نام اصلی یغیا یاغوبیان (ارمنی: Եղիա Յաղուբյան) در ۱۸ مارس [سبک قدیمی: ۶ مارس] ۱۸۹۴ در تفلیس به دنیا آمد و از استودیو رقص باله پرینی در تئاتر اپرا ملی گرجستان، تفلیس فارغ‌التحصیل گشت. وی در تالار آکادمی ملی اپرا و باله آلکساندر اسپنداریان فعالیت می‌کرد. وی همچنین برنده جوایزی همچون هنرمند مردمی ارمنستان شوروی (۱۹۶۷) شد. وی در در سن سالگی در تفلیس درگذشت.

## یادداشت
1. ↑  հայ ազգային բալետ